# Zwartkop Country Club
De Zwartkop Country Club is een countryclub in Pretoria, Zuid-Afrika. De club is opgericht in 1933 en heeft een 18-holes golfbaan met een par van 71.
Naast een golfbaan, heeft de club ook een snookerzaal, twee bowlingbanen, een gym en grote zalen voor bepaalde evenementen zoals bruiloften.

## De baan
De golfbaan werd ontworpen door de golfbaanarchitect Robert Grimsdell. De fairways en de tees werden beplant met kikuyugras, een tropische grassoort, en de greens met struisgras.
Er zijn geen waterhindernissen aanwezig op de golfbaan.

## Golftoernooien
- South African Masters: 1966
- ICL International: 1976-1995
- Vodacom Series: 1999
- South African Match Play Championship: 2012